# 대전자운초등학교
대전자운초등학교는 대한민국 대전광역시 유성구에 있는 공립 초등학교이다.

## 학교 연혁
- 1996. 5. 27 대전신봉초등학교 개교(18학급)
- 1997. 9. 30 교실증축(7교실, 본동 완성)
- 1999. 8. 30 교실증축(후동 8교실)
- 2002. 1. 18 교실증축(후동 16교실)
- 2004. 3. 1~2006. 2. 28 대전광역시교육청지정 숲 가꾸기 시범학교 운영
- 2006. 3. 01 대전자운초등학교로 개명
- 2006. 3. 14 체육관 및 급식실 준공
- 2009. 3. 1 43학급 편성
- 2009.3.1~2011.2.28 대전광역시지정 다문화교육시범학교 운영
- 2010. 2. 18 제13회 졸업 (졸업생 총 1,715명)
- 2010. 3. 1 37학급 편성
- 2011. 2. 18 제14회 졸업(졸업생 총 1,812명)
- 2011. 3. 1 41학급 편성
- 2011. 3. 1~2012. 2. 29 대전광역시교육청 지정 다문화(외국인 가정)정책 연구학교 운영
- 2011.3.18 태권도부창단
- 2012.2.15 제15회 졸업 (졸업생 총 1,942명)
- 2012.3.1 40학급편성 (특별학급 1학급 포함)
- 2012.3.1~2013.2.28 대전광역시교육청 지정 특별학급(외국인) 시범학교 운영
- 2013.2.8 제16회 졸업(졸업생 총 2,069명)
- 2013.3.1  39학급 편성(특별학급 1학급 포함)
- 2013.3.1~2015.2.28 대전광역시교육청 지정 다문화교육(교육과정) 정책 연구학교 운영 및 다문화 예비학교 운영
- 2014. 2. 14. 제17회 졸업(졸업생 총 2,187명)
- 2014. 3. 1. 38학급 편성(특별학급 1학급 포함)
- 2015. 2. 13. 제18회 졸업(졸업생 총 2,296명)
- 2015. 3. 1. 39학급 편성(특별학급 1학급 포함)
- 2015.3.1~2017.2.28 대전광역시교육청 지정 다문화교육(교육과정) 정책 연구학교 운영 및 다문화 예비학교 운영

## 참고 자료
- 대전자운초등학교 - 한국교육학술정보원 학교알리미